# جنگ عثمانی و ایتالیا
جنگ عثمانی و ایتالیا (که در ایتالیا به عنوان جنگ لیبی و در ترکیه به نام جنگ طرابلس شناخته می‌شود) از ۲۹ سپتامبر ۱۹۱۱ تا ۱۸ اکتبر ۱۹۱۲ میلادی میان امپراتوری عثمانی و پادشاهی ایتالیا درگرفت.
در نتیجهٔ این جنگ، ایتالیا توانست سه ایالت عثمانی در شمال آفریقا یعنی طرابلس، فزان و برقه را تسخیر نماید. این سه ایالت در کنار هم، لیبی را تشکیل دادند.
طی این جنگ، ایتالیا جزایر دودیکانیس در دریای اژه را تصرف کرد؛ البته، با پایان جنگ پذیرفت که آن را به عثمانی بازگرداند. عهدنامه پایان جنگ در ۱۹۱۲ با نام پیمان اوخی به ثبت رسید.
این جنگ زمینه و مقدمه‌ای برای جنگ جهانی اول نیز محسوب می‌شود؛ زیرا، ملی‌گرایی در کشورهای بالکان را تقویت کرد. باقی کشورها با مشاهدهٔ این که چگونه ایتالیا توانست به آسانی عثمانی‌ها را شکست دهد، جنگ اول بالکان را خلق نمودند.
جنگ ایتالیا و عثمانی، فناوری‌های جدید نظامی را به عرصه نمایش گذارد که از آن جمله می‌توان به هواپیمای نظامی اشاره کرد. اولین حمله هوایی تاریخ در ۱ نوامبر ۱۹۱۱ به مواضع عثمانی‌ها در لیبی رخ داد.